# Mikuláš Končický
Mikuláš Končický (1. ledna 1925 Trosťanec, Volyňské vojvodství – 13. prosince 2015 Ostrava) byl československý voják, generálporučík, účastník bojů druhé světové války na východní frontě, nositel Řádu Bílého lva a činovník obnovené Československé obce legionářské na Ostravsku.

## Život
Narodil se 1. ledna 1925 do rodiny českých krajanů na někdejší polské Volyni (dnes západní Ukrajině), kde prožil období sovětské i německé okupace. Když se po obratu ve válce na Volyň vrátila Rudá armáda, přihlásil se v březnu 1944 do československého zahraničního vojska bojujícího po jejím boku. U odvodu jej Hrdina Sovětského svazu a pozdější generálmajor Richard Tesařík nechal zařadit k tankistům. Nedlouho poté se jako velitel tanku a tankové čety zúčastnil těžkých bojů karpatsko-dukelské, jaselské a také ostravské operace. Byl mezi prvními příslušníky 1. československé samostatné tankové brigády, kteří se 30. dubna 1945 probojovali do Moravské Ostravy.
Po válce se rozhodl zůstat v Československu a pokračovat ve službě u armády, kde platil za uznávaného odborníka tankové techniky. Jeho znalosti a pedagogické schopnosti nalezly uplatnění ve vojenském školství. Naposledy zastával funkci vedoucího katedry tankové a automobilní na Vojenské akademii Antonína Zápotockého v Brně. Za své politické postoje v roce 1968, kdy se vymezil proti okupaci vojsky Varšavské smlouvy, byl postupně suspendován na nižší funkce a posléze donucen armádu opustit. V 70. letech přesídlil do Ostravy, kde až do důchodu pracoval ve stavebnictví.

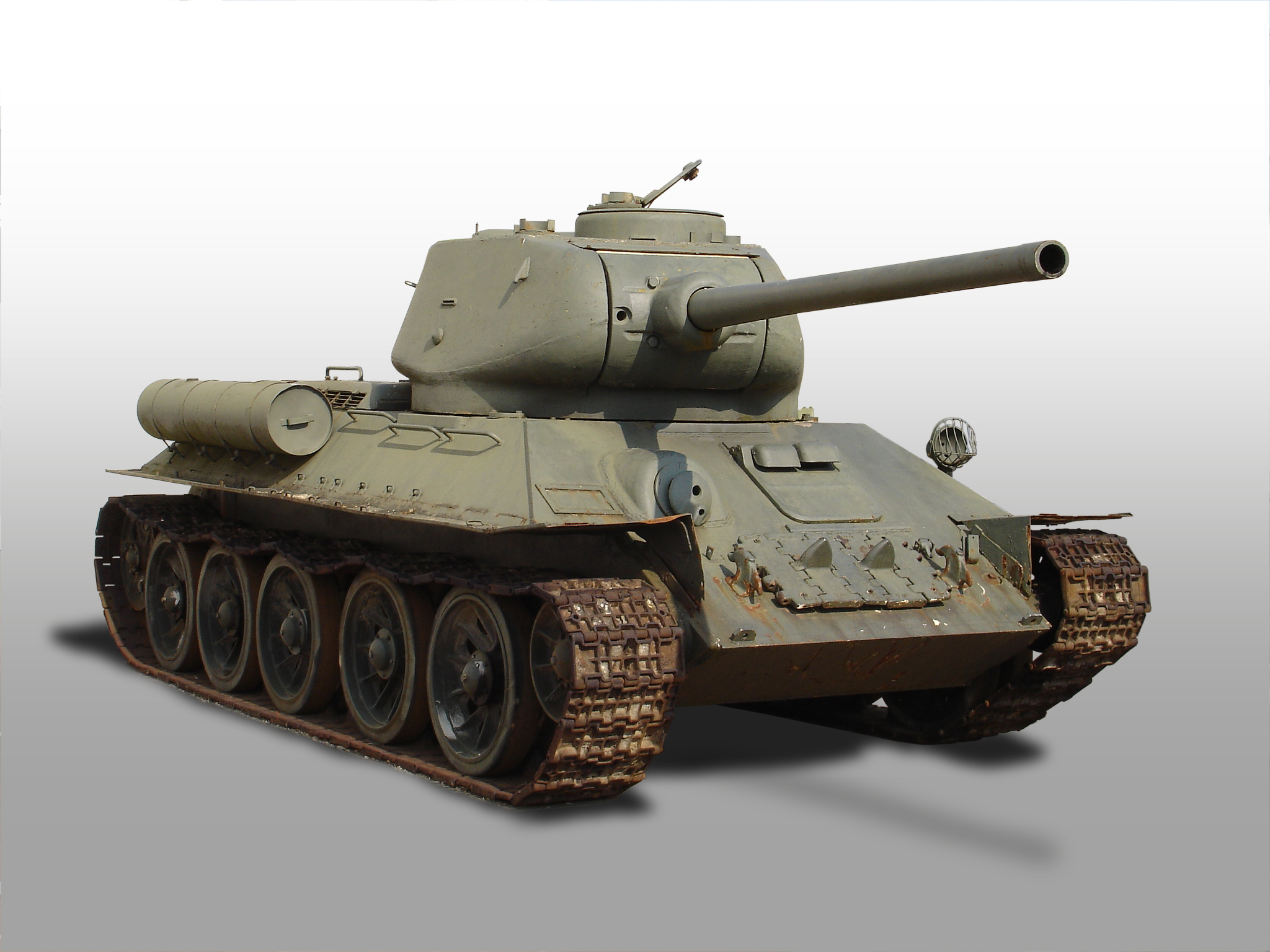
Tank T-34/85, jímž byla vyzbrojena 1. československá samostatná tanková brigáda.

Morální rehabilitace se Mikuláš Končický dočkal až po pádu komunistického režimu. Aktivně se zapojil do činnosti Českého svazu bojovníků za svobodu, jehož městský výbor v Ostravě od roku 1992 coby předseda vedl. Zároveň se angažoval v obnově Československé obce legionářské na Ostravsku. Roku 2002 nahradil generálmajora v. v. Josefa Řehulku v čele Jednoty Československé obce legionářské Ostrava I, kterou vedl až do své smrti roku 2015. Patřil mezi popularizátory tradic prvního i druhého československého odboje. Do vysokého věku veřejně přednášel, besedoval se školní mládeží a poskytoval rozhovory novinářům. V roce 2003 vystoupil po boku dalších veteránů v dokumentárním filmu České televize Tankisté. Těžištěm jeho veřejných aktivit byla ostravská operace. Po mnoho let patřil k předním řečníkům na všech vzpomínkových a pietních akcích připomínajících události a oběti osvobozovacích bojů jara 1945 na dnešním česko-polském pomezí.
Zemřel 13. prosince 2015 v nedožitých 91 letech. Poslední rozloučení se všemi vojenskými poctami se konalo v obřadní síni krematoria na Ústředním hřbitově ve Slezské Ostravě. Jeho ostatky posléze spočinuly po boku manželky a syna v urnovém háji na hřbitově v Ostravě-Vítkovicích, kde si jej členové Československé obce legionářské u příležitosti výročí úmrtí připomínají pietami.

## Ocenění
Jako výraz uznání za osvobození udělilo v roce 2008 město Ostrava Mikuláši Končickému čestné občanství. O tři léta později obdržel z rukou prezidenta České republiky Václava Klause Řád Bílého lva II. třídy, který doplnil početnou sbírku československých, českých a zahraničních vyznamenání. Určitým zadostiučiněním za normalizační vypuzení z řad armády pro něj pak bylo roku 2009 povýšení na brigádního generála. V roce 2014 následovalo jmenování do hodnosti generálmajora a hned následujícího roku do ranku generálporučíka.
Jednota Československé obce legionářské Ostrava I pořádá každoročně od roku 2016 turistický a střelecký memoriál, který je věnován památce Mikuláše Končického a nese jeho jméno. Nejúspěšnější účastníci memoriálů jsou dekorování medailí s Končického podobiznou. V roce 2021 si 73. tankový prapor Armády České republiky posádkou v Přáslavicích vybral Mikuláše Končického coby svého patrona a zapojil se do pořádání dalších ročníků zmíněného memoriálu.

## Vyznamenání
- Pamětní medaile československé armády v zahraničí se štítkem SSSR
- Československý válečný kříž 1939, udělen třikrát
- Československá medaile Za chrabrost před nepřítelem
- Československá vojenská medaile za zásluhy I. stupně
- Řád vlastenecké války, II. stupně (SSSR), 1985
- Medaile Za vítězství nad Německem (SSSR)
- Medaile za odvahu (SSSR)
- Medaile Za osvobození Prahy (SSSR)
- Kříž za chrabrost (Polsko), udělen třikrát
- Dukelská pamětní medaile
- Pamětní medaile k 20. výročí osvobození ČSSR
- Medaile Za zásluhy o obranu vlasti
- Řád rudé hvězdy
- Záslužný kříž ministra obrany České republiky III. třídy
- Záslužný kříž ministra obrany České republiky I. třídy
- Čestný pamětní odznak k 60. výročí ukončení 2. světové války[15]
- Kříž obrany státu ministra obrany České republiky
- Řád Bílého lva II. třídy